# Michael Benjamin
Mikaben
Michael Benjamin dit Mikaben est un chanteur, compositeur, guitariste et producteur haïtien, né le 27 juin 1981 à Port-au-Prince et mort le 15 octobre 2022 à Paris 12e.

## Biographie

### Enfance
Mikaben naît en 1981 à Port-au-Prince. Dernier d’une fratrie de 3 enfants, il est le fils du chanteur Lionel Benjamin et a grandi sous l'influence de la musique.

### Carrière artistique
Mikaben est polyglotte (il sait chanter en créole, en français, anglais et espagnol). Il se découvre très tôt une passion pour la musique. À 15 ans, il offrait déjà au public sa première composition, à 16 ans, il décide de partir au Canada pour poursuivre ses études et continue de s'adonner à son art.
Sa carrière commence vers la fin des années 1990, en participant à Montréal, à l'occasion de la Noël, au concours de chansons organisé par Telemax, une chaîne de télévision haïtienne. En 2000, il sort son premier album VWAYAJ (Voyage en français). En 2001, il figure sur l'album Haïtian Troubadours avec la chanson ou pati qui a un énorme succès. En 2004, il sort son second album intitulé MIKA. Il devient le chanteur principal du groupe kompa qu'il a fondé en 2005, Krezi Mizik. Il participe à la réalisation de plusieurs titres du groupe Carimi. En 2009, après avoir quitté son groupe, il redémarre une carrière solo.
En 2016, accompagné de la directrice du bureau haïtien du droit d'auteur, Emmelie Prophète, de l’artiste J. Perry et de son avocat Me Georges Andy René, il a signé un contrat de licence et de distribution avec la compagnie musicale internationale Warner Music France pour sa musique titrée Ti pam nan ainsi que pour la distribution de quatre albums complets.

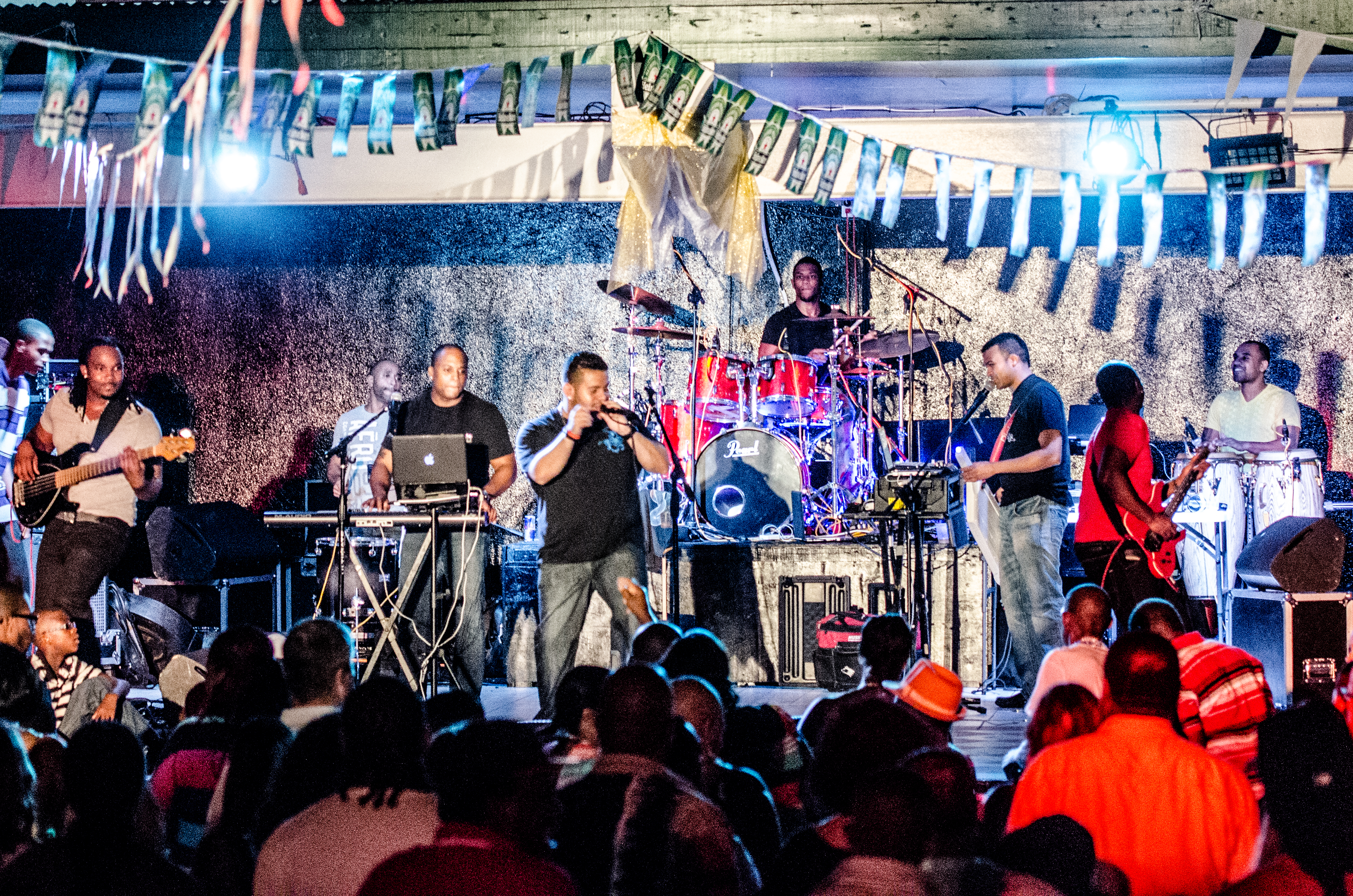
Le groupe Carimi en 2013.

En mai 2018, il sort son quatrième album solo, MKBN, en collaboration avec des vedettes comme Elephant Man et Kevin Little. Au mois de juin de cette même année, entouré de plusieurs artistes haïtiens et étrangers tels que Princess Eud, Kevin, BélO, Richard Cavé et J. Perry, il est en concert à l’hôtel El Rancho à l'occasion de son anniversaire et de la présentation de son quatrième album. Le festival Nuits d'Afrique et le festival de reggae sont deux événements qui ont marqué l'artiste, il aime la musique africaine, parce qu'elle « fait partie de mes racines » déclare t-il. Il joue de plusieurs instruments : piano, guitare, basse et tambour. En 2021, il dévoile un nouveau titre intitulé, Fè lapli en collaboration avec le talentueux Kenny.

### Mort
Invité par le groupe haïtien Carimi pour fêter les retrouvailles des membres après leur rupture en 2016, Mikaben meurt à Paris le 15 octobre 2022 à l'Accor Arena. Lors de sa prestation,, iI est victime d'un arrêt cardiaque sur scène et succombe peu après malgré le massage cardiaque prodigué par les secouristes.

## Vie privée
Michael Benjamin s'est marié à Vanessa Fanfan en 2020, ils ont une fille, Leïa, née en 2021. En août 2022, le couple annonce qu'il se prépare à accueillir un deuxième enfant pour le mois de décembre. Le chanteur a un garçon, Gabriel dit « Gaby » né en 2010 d'une précédente union.

## Discographie

### Album
- 2006 : Ayiti San Manti (premier album de Krezi)

### Solo
- 2000 : Vwayaj
- 2004 : Mika
- 2021 : Mwen pare[10]
- 2021 : Fè lapli